# رحاب حسين الصائغ
رحاب حسين الصائغ كاتبة وناقدة وأعلامية عراقية، ولدت في محافظة نينوى، شمال العراق. عانت من تسلط المجتمع الذكوري، لم تعش طفولة عادية، كون ضباب التمييز ظاهر في التعامل العائلي، ما زالت تذكرعبارة والدتها إلى الآن (هم أولاد، أنت بنت)، في المقابل تلقت دعما لا محدود من زوجا الذي آمن بموهبتها ودعمها بقوة.

## شهادات
- شهادة بدرجة جيد في الاعلام، من وزارة الثقافة والاعلام في بغداد، عام 1999.
- شهادة في الباراسايكولوجي بدرجة جيد جداً، في أساسيات الباراسايكولوجي، فرع نينوى عام 2000 .
- شهادة في الصحافة، من الكتلة الوطنية، في نينوى، عام 2003 .[4]

## عضويات ونشاطات
- مديرة مركز المعاصرون الثقافي.
- عضو الاتحاد العام للأُدباء والكتاب في العراق.
- عضو نقابة الصحفيين العراقيين.
- عضو نقابة صحفيين كردستان.
- عضو الجمعية الدولية للمترجمين واللغويين العرب.
- عضو جمعية واتا الحضارية.
- عملت في محافظة نينوى قسم الاعلام والتنسيق، تخصص توثيق المؤتمرات الصحفية لمدة ستة شهورعام 2004 .[4][5]
- عملت في العديد من الصحف والمجلات المحلية، كمحررة، وسكرتيرة تحرير، ورئيسة تحرير.
- شاركت في العديد من المهرجانات والمناسبات الثقافية في بغداد والموصل وكردستان.[6]
- عضو جمعية الشعراء العالميين.[7][4]

## جوائز وتكريمات
- حائزة على شهادة تقدير من الجمعية الدولية للمترجمين وللغويين العرب.[2]
- حائزة على جائزة إحسان عبد القدوس للرواية، المرتبة الثالثة عن روايتها «عادات منحرفة».[3]

## النتاج الأدبي

### الشعر
نشرت أولى أعمالها عام 1989، وأصدرت ديوانين شعريين:
- «رحلة في قعر الشيء» صدر في سورية من دار الينابيع 2010.
- «رجل لم يخلق بعد» وطبع في مصر بمؤسسة الكلمة نغم الثقافية 2010.

### الرواية
- طبعت روايتها الأولى «عادت منحرفة» في مصر بمناسبة فوزها بجائزة احسان عيد القدوس بالمرتبة الثالثة 2010.[8][9]

### القصة والنثر
ولديها مجاميع قصصية ونثرية هي:
- «عين ثالثة تبكي» طبعت في النمسا.
- «قصص القمر المنشور» نشرت على الأنترنت.
- «افئدة منطوية».
- «في الافق».[7]
- «وحي ذاكرة الليل»، صدر عن جامعة المبدعين المغاربة، 2012.[10]
- «أوراق العاشقة».[11]

وكتبت العشرات من المقالات في نقد الشعر، ونقد القصة والرواية والفن التشكيلي، وذلك إلى جانب عشرات المقالات الثقافية والاجتماعية.

## توثيقات
- وثق اسم الكاتبة رحاب حسين الصائغ في كتاب«النتاج الثقافي النسائي العراقي في القرن العشرين من 1900 - 2000» إعداد ودراسة: باسم عبد المجيد حمودي الصادر عن وزارة الثقافة دار الشؤون الثقافية العامة في بغداد 2001.
- وثق اسم الشاعرة في «موسوعة سلسلة اعلام الموصل» الذي قام باصداره الدكتور: عمر الطالب، عن جامعة الموصل.
- وثق اسم الاديبة، في كتاب احفاد كلكامش الذي صدر في النمسا. كما وثق في كتاب (بوسع قلبي- قصائد وقصص قصيرة جدا من العالم العربي) الذي صدر باللغة البولندية عن دار مينياتورا في مدينة كراكوف، العاصمة الثقافية لبولندا.
- وثق اسم الشاعرة، في كتاب انطولوجيا الشعر العربي المعاصر، الذي صدر في رومانيا والمترجم للغتين الانكليزية والرومانية إضافة للغة الام العربية، يحمل قصيدة «حفلة تنكرية» و«لم يخلق».
- وثق اسم القاصة في كتاب انطولوجيا النقد القصصي، الذي قام باعداده الروائي والقاص منير مزيد، باللغة الإنكليزية والرومانية والعربية.
- وثق اسم الناقدة في كتاب، بحوث ودراسات باللغة العربية، الصادر عن مهرجان «كه لاو يش» الثاني عشر /2008.
- وثق اسم الناقدة في كتاب الجواهري «النهر الثالث» طبعة بغداد، بقلم الدكتورة خيال الجواهري، صدر عام 2010.
- وثق اسم الناقدة في كتاب، «باسم فرات في المرايا»، دراسات وحوار، تقديم: حاتم الصكر، الذي صدر في دمشق، عن الشاعر باسم فرات.[7][6]